# Souhvězdí Zajíce
Zajíc je jedno z 88 souhvězdí moderní astronomie, leží na jižní obloze jižně od souhvězdí Orionu. Zřejmě představuje zajíce, kterého Orion loví. Bylo též jedním ze 48 Ptolemaiových souhvězdí.

## Mytologie
Toto malé souhvězdí zimní oblohy mytologicky souvisí s jeho sousedním souhvězdím - Orionem. Zajíci byli totiž podle pověsti Orionova oblíbená kořist. Proto se nachází u Orionových noh a před Velkým psem. Umístil ho tam prý sám Hermes, posel bohů. Podle jiného mýtu je prý Zajíc vzpomínka na lidmi zaviněné přemnožení zajíců na ostrově Leros. Zajíci ničili úrodu a tím způsobili hlad obyvatelstva. Nakonec je ostrované vyhubili. Egypťané viděli v Orionovi boha Osirise (Usira) a Zajíc byl Osirisovým člunem. Arabové si zase na tomto místě představovali obrovu čili Orionovu stoličku. Stěhovavé národy z vyprahlých pouští v nich zase viděly čtyři žíznivé velbloudy na břehu nebeské řeky (Mléčné dráhy).

## Hvězdy
| Hvězda | Jméno | Hvězdná velikost |
| ------ | ----- | ---------------- |
| α Lep  | Arneb | 2,58m            |
| β Lep  | Nihal | 2,81m            |

Alfa Leporis má vzácněji používaný arabský název Arneb, což znamená „zajíc“. Je to veleobr zdánlivé hvězdné velikosti 2,58 vzdálený od Země více než 900 světelných let. Krom něj je v souhvězdí už jen jedna hvězda jasnější než třetí magnituda a tou je beta Lepus – Nihal. Dvojhvězdu gama Leporis dokáže snadno rozlišit i polní dalekohled. Dvojhvězdou je i Kappa Leporis. Zajímavým objektem je krvavě červená proměnná hvězda R Leporis východně od hvězdy Mí Leporis. Je to dlouhoperiodická proměnná.

## Objekty
Kulová hvězdokupa M79 je v jižní části souhvězdí. Je bohatá na hvězdy a má magnitudu 8,4. Ve stejném zorném poli jako hvězdokupa se nachází trojhvězda Herschel 3752. NGC 2017 představuje kompaktní skupinu hvězd, která však není skutečnou hvězdokupou. Zvláštností je objekt označený jako Gliese 229B, což je náš nejbližší a současně nejchladnější známý hnědý trpaslík. Nachází se ve vzdálenosti jen 19 světelných let a provází jasnějšího červeného trpaslíka Gliese 229A.

## Poloha
Souhvězdí je možné nalézt poměrně snadno díky jeho poloze jižně od výrazného Oriona a západně od jasného Siria. V jeho blízkosti jsou oba nebeští psi, tj. Velký a Malý pes. Je viditelné od zářijových rán do březnových večerů.